# NGC 2746
NGC 2746 est une vaste galaxie spirale barrée située dans la constellation du Lynx. NGC 2746 a été découverte par l'astronome germano-britannique William Herschel en 1790.

## Caractéristiques
Sa vitesse par rapport au fond diffus cosmologique est de 7 282 ± 16 km/s, ce qui correspond à une distance de Hubble de 107,4 ± 7,5 Mpc (∼350 millions d'al).
La classe de luminosité de NGC 2746 est I et elle présente une large raie HI. Selon la base de données NASA/IPAC, c'est une galaxie du champ, c'est-à-dire qu'elle n'appartient pas à un amas et qu'elle est donc gravitationnellement isolée, mais ce n'est pas l'avis d'une étude publiée par Abraham Mahtessian.
En raison d'une brillance de surface égale à 14,05 mag/am2, on peut qualifier NGC 2746 de galaxie à faible brillance de surface (LSB en anglais pour low surface brightness). Les galaxies LSB sont des galaxies diffuses (D) avec une brillance de surface inférieure de moins d'une magnitude à celle du ciel nocturne ambiant.

## Groupe de NGC 2746
En effet, selon cette étude, NGC 2746 est la plus grosse galaxie d'un petit groupe de galaxies qui porte son nom. Le groupe de NGC 2746 comprend au moins trois autres galaxies : NGC 2759, IC 2434 et UGC 4767 (noté 0902+3632 pour CGCG 0902.6+36362 dans l'article d'Abraham Mahtessian).